# 케토프로펜
케토프로펜(Ketoprofen)은 비스테로이드 항염증제(NSAID)의 일종이다.

## 제품
제일헬스사이언스의 케펜텍, 한독의 케토톱 등이 케토프로펜을 주성분으로 하고 있으며 원래 말에 대해 사용하는 동물의약품(Veterinary medicine)으로 알려져 있다.

## 사용 주의사항
다른 비스테로이드성소염제 또는 알코올(주류)와 함께 복용하면 심각한 부작용이 발생할 수 있다.